# Josef Ladislav Micka
Josef Ladislav Micka (15. srpna 1903 Smíchov – 2. září 1993 Praha) byl český hudebník (houslista) a pedagog, profesor houslové hry na Akademii múzických umění. Autor rozsáhlého hudebního a didaktického díla.

## Život

### Rodinný původ a studijní začátky
Josef Micka se narodil 15. srpna 1903 na Smíchově u Prahy jako jediný syn manželů Mickových. Cit pro muziku zdědil po svém dědovi, vesnickém kapelníkovi, který byl hudebně nadán. Praktickou hru na housle se Josef Micka od roku 1915 učil u Ladislava Černého. Po ukončení středoškolského studia (1914 až 1921) zakončeného maturitou na reálném gymnáziu v Praze se sice přihlásil ke studiu medicíny, ale nakonec zahájil studium v houslové třídě na Pražské konzervatoři (profesor Jindřich Bastař jej učil housle; komorní hru studoval u Jiřího Herolda). Po skončení studia (1919 až 1924) na Pražské konzervatoři obdržel Josef Micka stipendium Československé vlády, které mu umožnilo roční studium (1926 až 1927) v Paříži na École de musique (profesor Jacques Thibaud (1880–1953)).

Mickovi učitelé a profesoři
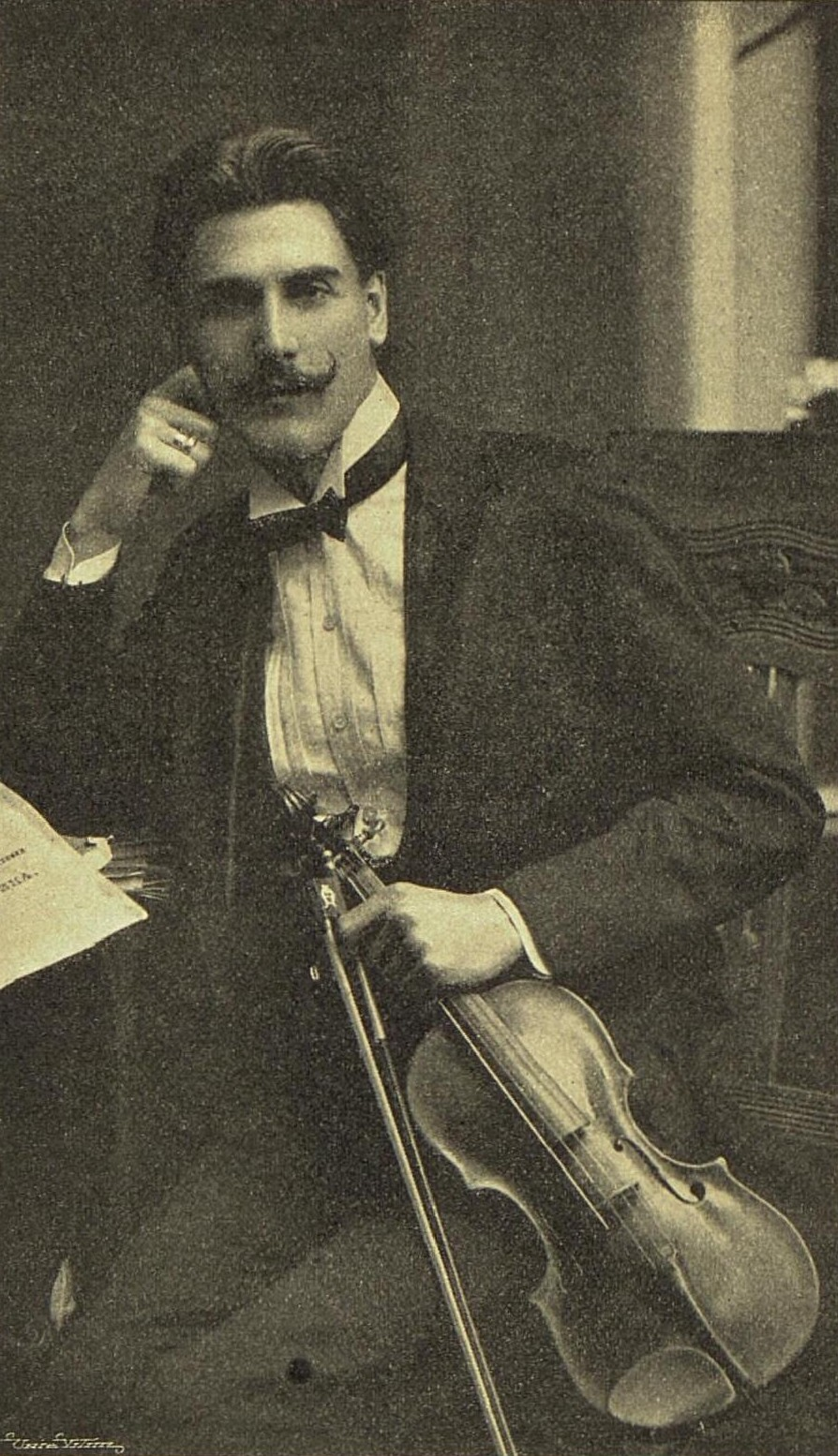
Jindřich Bastař – Mickův profesor v houslové třídě Pražské konzervatoře
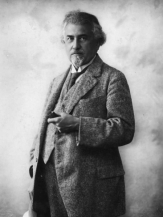
Jiří Herold – Mickův profesor komorní hry na Pražské konzervatoři
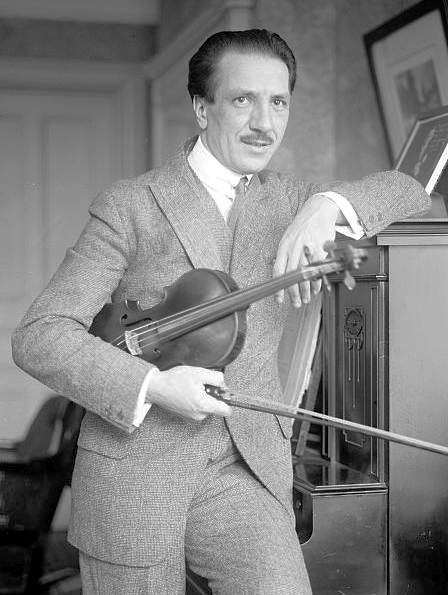
Jacques Thibaud (1880–1953) – Mickův profesor v Paříži na École de musique

### 20. až 40. léta 20. století
Po návratu do prvorepublikového Československa dával (v letech 1927 až 1939) coby učitel houslové hry soukromé hodiny, hrál sólově na housle a na violu a několikrát i s Českou filharmonií. Se svými spolužáky (především s Karlem Pravoslavem Sádlem) založil (ve 20. letech 20. století) úspěšné kvarteto, ale to nakonec (z existenčních důvodů) svoji činnost ukončilo. Josef Micka byl původně sólový hráč, ale postupně se jeho hlavní životní činností stala pedagogická práce. Další cenné zkušenosti získal (v letech 1939 až 1940) jako zástupce koncertního mistra v České filharmonii, kde již jako ženatý působil.
Ještě před druhou světovou válkou vystudoval v letech 1934 až 1939 (souběžně se svojí pedagogickou a koncertní činností) hudební vědu a psychologii na Karlově univerzitě v Praze. Titul PhDr. obhájil až po druhé světové válce, kdy byly české vysoké školy opět v roce 1945 otevřeny a to svojí disertační prací na téma: „Hudební dynamika. Její funkce a aplikace“. Od roku 1939 (resp. 1940) byl profesorem houslové hry Pražské konzervatoře (tady vyučoval houslovou hru a komorní hru) a zároveň byl (až do roku 1945) členem České filharmonie.

### Po druhé světové válce
Na pražské Hudební a taneční fakultě Akademie múzických umění v Praze (HAMU) vyučoval od roku 1946 do roku 1948, kdy byl nucen z HAMU (po „vítězném“ únoru 1948) pro své neloajální postoje k novému nastupujícímu režimu odejít. V roce 1969 se neúspěšně pokusil o návrat na HAMU, ale pedagogické působení mu nebylo povoleno.

### Pedagogický vliv
Jeho pedagogické působení ovlivnilo celou řadu sólových i komorních hráčů a houslistů působících i v orchestrech (převážně v České filharmonii), kterými například byli: pozdější šéfdirigent České filharmonie Václav Neumann; houslista a hudební pedagog Petr Messiereur (1937–2015); houslový sólista a dirigent Petr Škvor; houslový virtuos Václav Hudeček; houslista, zakladatel a primárius Panochova kvarteta Jiří Panocha; houslista, zakladatel Panochova kvarteta Pavel Zejfart (* 7. května 1952 v Praze); Magdalena Micková (* 1943); Eva Bublová; Jan Opšitoš (* 10. dubna 1953 v Ostravě) a řada dalších. A byl to Josef Micka, kdo vychoval tři soubory: Smetanovo smyčcové kvarteto; Talichovo smyčcové kvarteto a Panochovo smyčcové kvarteto. Jednu dobu působil Josef Micka též jako člen zkušební komise při státních zkouškách (předmět housle).
Josef Micka jako hudební pedagog vydal řadu odborných pedagogických prací a byl autorem mnoha článků a publikací zabývajících se houslovou problematikou. Byl autorem etud, úprav a výborů pro housle. Známé je například jeho metodické dílo Hra na housle (1957) a také Škola hry na housle (pro začátečníky; 1982) (zde byla spoluautorkou jeho dcera Magdalena Micková).

### Závěr
Houslista a pedagog profesor PhDr. Josef Micka zemřel 2. září 1993 v Praze krátce po svých 90. narozeninách. V jeho osobě odešel vzdělaný houslový pedagog, který se věnoval komorní hře a který usiloval o vlastní metodu. A byl to právě profesor Josef Micka, kdo v Československu prosazoval francouzský způsob hry na housle.

## Publikační, hudební a didaktická tvorba
- MICKA, Josef Ladislav. Denní studium trilku: violino [hudebnina]. Praha: Edition Sádlo, 1929. 8, 2 stran.
- MICKA, Josef Ladislav. Dynamika smyčce: violino [hudebnina]. Praha: Hudební matice Umělecké besedy, 1940. [20] stran
- MICKA, Josef Ladislav. Hudební dynamika, její funkce a aplikace = [Musikdynamik, ihre Funktion u. Applikation]. V Praze: Hudební matice Umělecké besedy, 1943. 65, [II] stran; Knihovna Unie českých hudebníků z povolání; svazek 44.
- MICKA, Josef Ladislav. Elementární etudy pro housle v I. poloze [hudebnina]. Praha: H. Přikryl, 1947- . 1 svazek
- MICKA, Josef Ladislav. Elementární etudy pro housle [hudebnina]. 1. vydání v Orbisu. Praha: Orbis, 1951- . 2 svazky
- MICKA, Josef Ladislav. Elementární etudy pro housle [hudebnina]. 1. vydání Praha: St. naklad, 1953. 2 svazky
- MICKA, Josef Ladislav. Elementární etudy pro housle [hudebnina]. 3. vydání Praha: KLHU, 1954 1 svazek
- MICKA, Josef Ladislav. Elementární etudy pro housle [hudebnina]. 2. vydání dotisk. Praha: SNKLHU, 1955.
- MICKA, Josef Ladislav. Elementární etudy pro housle [hudebnina]. 3. vydání Praha: SNKLHU, 1957- . 1 svazek
- MICKA, Josef Ladislav. Hra na housle: technika: výraz: didaktika. 1. vydání v SNKLHU. Praha: SNKLHU, 1957 294 stran + 4 strany obrazových příloh
- MICKA, Josef Ladislav. Elementární etudy pro housle [hudebnina]. 5. vydání Praha: SNKLHU, 1959- . 2 svazky
- MICKA, Josef Ladislav. Elementární etudy pro housle [hudebnina]. 6. vydání SNKLHU. Praha: SNKLHU, 1960- . 1 svazek
- MICKA, Josef Ladislav. První setkání s mistry: 14 malých skladeb pro housle v I. poloze s průvodem klavíru [hudebnina]. 1. vydání Praha: SNKLHU, 1960. 19, 8 stran; Houslový repertoár.
- MICKA, Josef Ladislav. Elementární etudy pro housle [hudebnina]. 7. vydání Praha: SHV, 1961- . 1 svazek
- MICKA, Josef Ladislav. Houslová škola pražské konservatoře. IN: HOLZKNECHT, Václav. 150 let pražské konservatoře. Praha: Československá společnost pro šíření politických a vědeckých znalostí, 1961. 31 stran. Studijní materiály pro lektory Čs. společnost pro šíření politických a vědeckých znalostí; svazek 44.[9]
- MICKA, Josef Ladislav. Elementární etudy pro housle [hudebnina]. 10. nezměněné vydání Praha: SHV, 1962. 1 svazek
- MICKA, Josef Ladislav. První setkání s mistry: 14 malých skladeb pro housle v I. poloze s průvodem klavíru [hudebnina]. 2. vydání nezměněné Praha: SHV, 1962. 19, 8 stran
- MICKA, Josef Ladislav. První setkání s mistry: 14 malých skladeb pro housle v I. poloze s II. houslí [hudebnina]. 2. vydání nezměněné Praha: SHV, 1962. 10, 8 stran; Houslový repertoár.
- MICKA, Josef Ladislav. Melodie mistrů: Sbírka skladeb pro housle ve snadném slohu s průvodem klavíru v úpravě Josefa Micky. Praha: SHV, 1963. [7] stran.
- MICKA, Josef Ladislav. Melodie mistrů v úpravě Josefa Micky: housle ve snadném slohu s průvodem klavíru [hudebnina]. 3. [spr. 2.] vydání Praha: SHV ; Supraphon, 1963. 1 svazek
- MICKA, Josef Ladislav. Elementární etudy pro housle [hudebnina]. 11. nezměněné vydání Praha: SHV, 1964- . 1 svazek
- MICKA, Josef Ladislav. Souborová hra: výběr 24 elementárních etud v úpravě pro troje housle v I. poloze [hudebnina]. Praha: SHV, 1964. 23, 12, 12, 12 stran.
- MICKA, Josef Ladislav. Elementární etudy pro housle [hudebnina]. [12. nezměněné vydání]. Praha: SHV, 1965- . 1 sešit
- MICKA, Josef Ladislav. Melodie mistrů v úpravě Josefa Micky: housle ve snadném slohu s průvodem klavíru [hudebnina]. 5. [spr. 3.] vydání Praha: SHV, 1965. 1 svazek
- MICKA, Josef Ladislav. Rytmické etudy pro dvoje housle s průvodem metronomu: I.-III. poloha [hudebnina]. 1. vydání. Praha: Panton, 1965, 2 hlasy (11, 8 stran).
- MICKA, Josef Ladislav. Elementární etudy pro housle [hudebnina]. 13. nezměněné vydání Praha: SHV, 1966. 1 svazek
- MICKA, Josef Ladislav. Melodie mistrů v úpravě Josefa Micky: housle ve snadném slohu s průvodem klavíru [hudebnina]. 4. vydání Praha: SHV, 1967. 1 svazek
- MICKA, Josef Ladislav. Melodická cvičení: pro housle v poloze s průvodem druhých houslí [hudebnina]. Praha: Supraphon, 1968- . 2 svazky
- MICKA, Josef Ladislav. Dynamika smyčce: technická cvičení zvuku: housle = Dynamik des Bogens: Technische Klangübungen: für Violine [hudebnina]. 1. vydání. Praha: Panton, 1969. 37 stran.
- MICKA, Josef Ladislav. Elementární etudy pro housle [hudebnina]. 15. vydání Praha: Supraphon, 1970. 1 svazek
- MICKA, Josef Ladislav. Hra na housle: technika-výraz-didaktika. 2., pozměněné vydání Praha: Supraphon, 1972. 412, [3] stran; (dostupné zde)
- MICKA, Josef Ladislav. První setkání s mistry: 14 malých skladeb pro housle v I. poloze s doprovodem klavíru [hudebnina]. 3. vydání Praha: Supraphon, 1973. 19, 8 stran
- MICKA, Josef Ladislav. Stupnice a rozložené akordy v I. poloze s cvičebními příklady: housle = Tonleitern und zerlegte Akkorde in der I. Lage mit Übungsbeispielen: Violine [hudebnina]. 1. vydání. Praha: Editio Supraphon, 1973. 1 partitura (24 stran).
- MICKA, Josef Ladislav. Elementární etudy I. s doprovodem druhých houslí [hudebnina]. Praha: Supraphon, 1974. 47 stran
- MICKA, Josef Ladislav. Melodická cvičení: pro housle v první poloze s doprovodem druhých houslí [hudebnina]. [2. vydání]. Praha: Supraphon, 1974- . 1 svazek
- MICKA, Josef Ladislav. Melodie mistrů: housle a klavír [hudebnina]. 5. vydání Praha: Supraphon, 1974. 1 svazek
- MICKA, Josef Ladislav. Knížka o houslích a o mnohém kolem nich: [pomocná literatura pro žáky lidových škol umění a nižších tříd konzervatoří]. 1. vydání Praha: Panton, 1975. 125 stran
- MICKA, Josef Ladislav. Knížka o houslích a o mnohém kolem nich: pomocná literatura pro žáky Lidových škol umění a nižších tříd konzervatoří.. 2. vydání Praha: Panton, 1977. 118, [viii] stran; (dostupné též zde)
- MICKA, Josef Ladislav. Elementární etudy I. s doprovodem druhých houslí [hudebnina]. [2. doplněné vydání]. Praha: Supraphon, 1979. 47 stran
- MICKA, Josef Ladislav. Vyšší škola hry na housle [hudebnina]. Praha: Panton, 1980. 60 stran
- MICKA, Josef Ladislav. Elementární etudy I. s doprovodem druhých houslí [hudebnina]. [3. vydání]. Praha: Supraphon, 1982. 47 stran
- MICKA, Josef Ladislav a MICKOVÁ, Magdaléna. Škola hry na housle [hudebnina]. Praha: Supraphon, 1982. 3 svazky
- MICKA, Josef Ladislav. Concertino pro klavír a orchestr (1962): skladatelova úprava pro 2 klavíry [hudebnina]. Praha: Panton, 1985. 64 stran
- MICKA, Josef Ladislav. Škola hry na housle [hudebnina]. 2. vydání Praha: Supraphon, 1988. 3 svazky
- MICKA, Josef Ladislav. Elementární etudy I. s doprovodem druhých houslí: výběr - úprava - doprovod [hudebnina]. Praha: Bärenreiter Editio Supraphon, 1994. 47 stran.
- MICKA, Josef Ladislav. Melodie mistrů I: housle a klavír [hudebnina]. 7. vydání Praha: Editio Praga, 1999; 1 partitura (31 stran) + 1 hlas. Housle a klavír. ISMN M-2600-0239-5.
- MICKA, Josef Ladislav a MICKOVÁ, Magdaléna. Škola hry na housle. II. díl [hudebnina]. 3. vydání, v Editio Bärenreiter vydání 1. Praha: Editio Bärenreiter Praha, 2000; 74 stran. ISMN M-2601-0054-1.
- MICKA, Josef Ladislav a MICKOVÁ, Magdaléna. Škola hry na housle. 1. díl [hudebnina]. 3. vydání, v Editio Bärenreiter vydání 1. Praha: Editio Bärenreiter Praha, 2000. 59 stran, ilustrace. ISMN M-2601-0053-4.
- MICKA, Josef Ladislav, ed. Elementární etudy s doprovodem druhých houslí [hudebnina]. 5. vydání (v Bärenreiter Praha vydání 1.). Praha: Bärenreiter Praha, 2011. 1 partitura (47 stran). ISMN 979-0-2601-0489-1.

## Připomínky

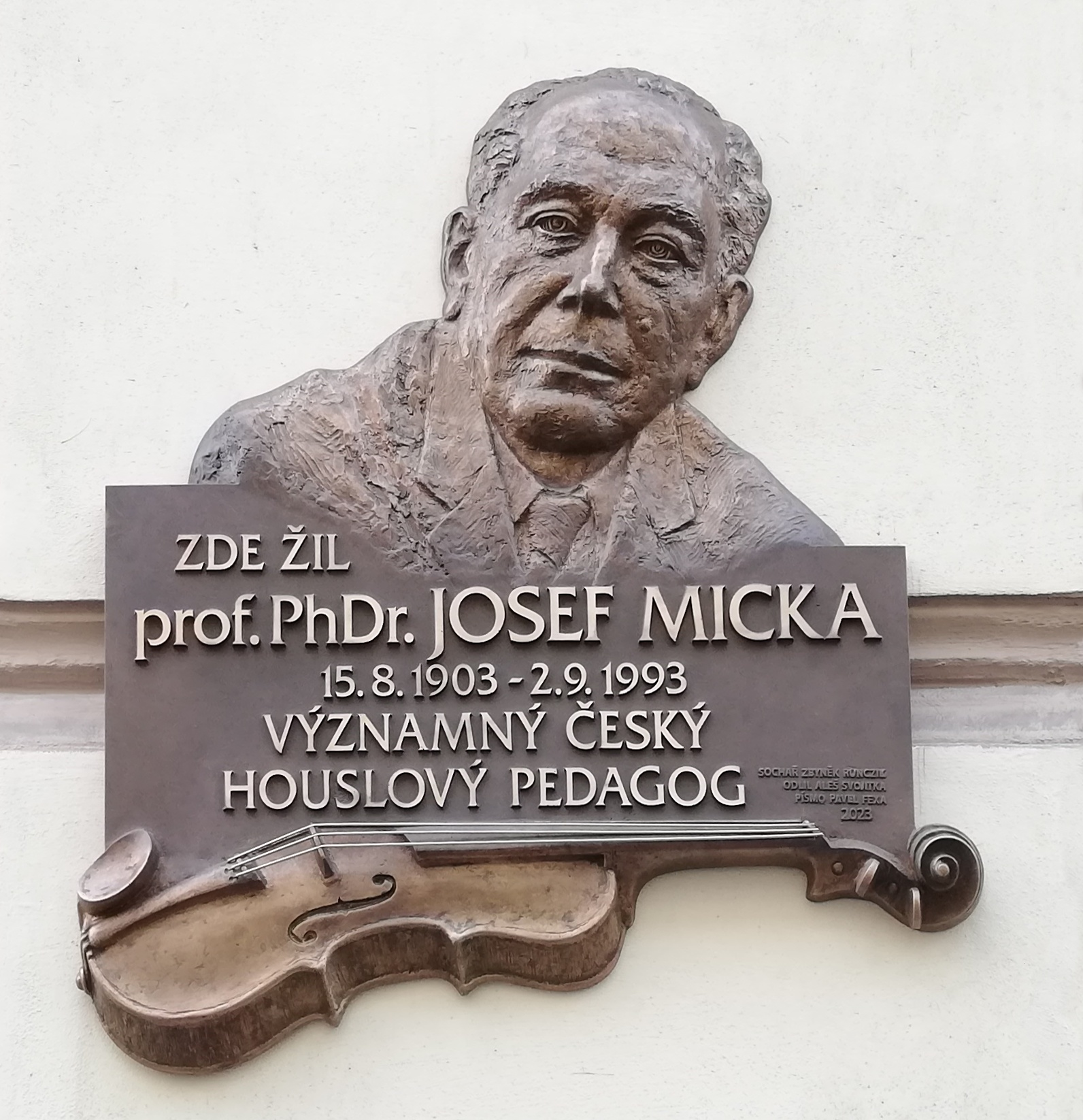
Pamětní deska v ulici Elišky Peškové 322/3 na pražském Smíchově

- Dne 20. října 2023 byla v ulici Elišky Peškové na pražském Smíchově[p. 1] slavnostně odhalena pamětní deska (s plastikou) věnovaná profesoru PhDr. Josefu Mickovi. Pamětní deska se nachází na domě, kde tento houslový pedagog žil a tvořil. Autorem pamětní desky je výtvarník, šperkař, designér a akademický sochař Zbyněk Runczik (* 23. dubna 1941 v Praze).[17]
- Na počest Josefa Micky se od roku 2013 koná Mezinárodní houslová soutěž PhDr. Josefa Micky.[17] Jejím zakladatelem a ředitelem je vnuk Josefa Micky – Ondřej Lébr.[17] Tato soutěž je určena pro mladé houslisty z celého světa. Soutěž zaštiťuje (a porotě předsedá) Václav Hudeček. K dalším členům poroty patří Jiří Panocha a houslista Pavel Zejfart (* 7. května 1952 v Praze).[17]